# Huanansaurus

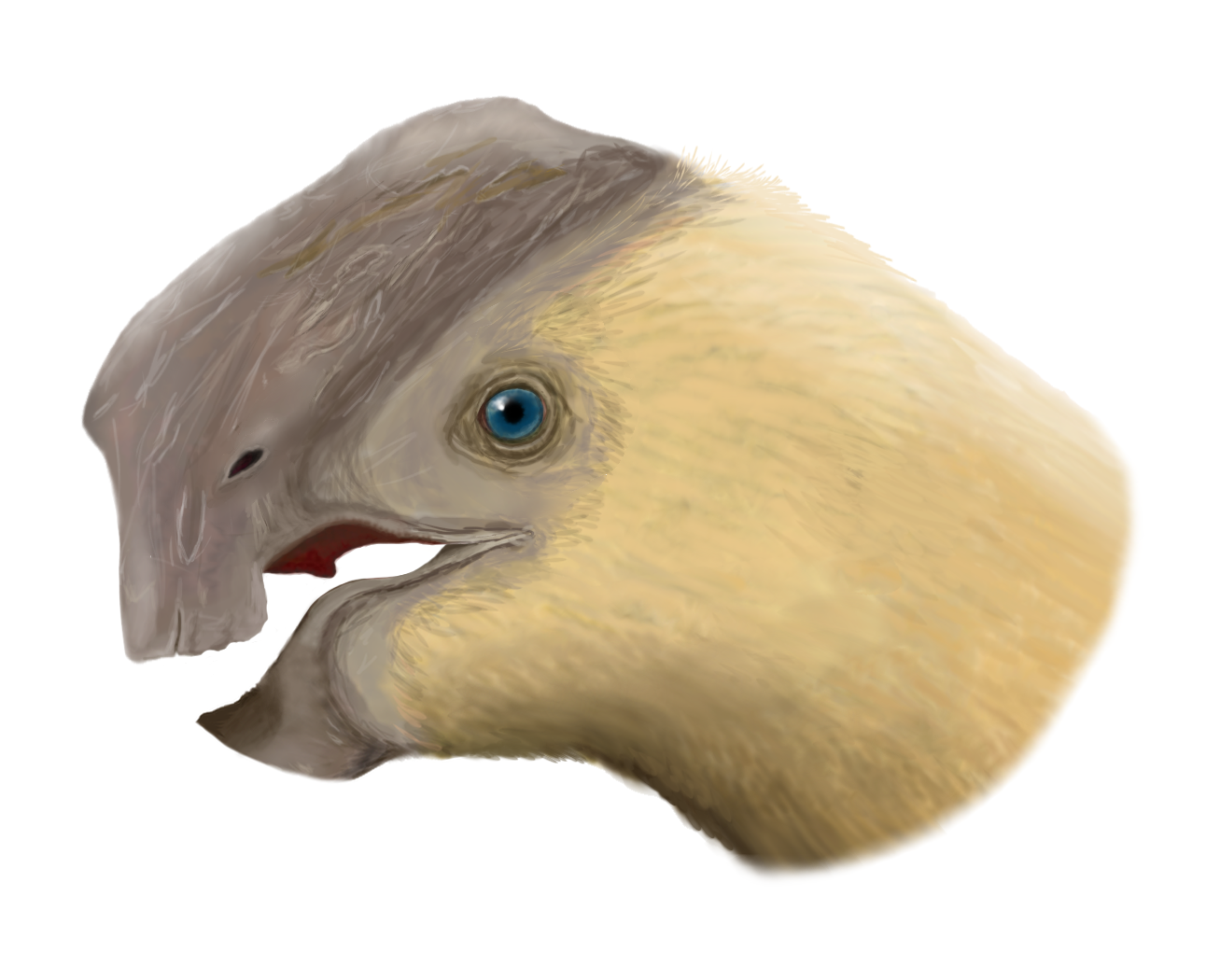
Huanansaurus

Huanansaurus ganzhouensis is een plantenetende theropode dinosauriër, behorend tot de Maniraptora, die tijdens het late Krijt leefde in het gebied van het huidige China.

## Vondst en naamgeving
In het begin van de eenentwintigste eeuw werd tijdens werkzaamheden bij het station van Ganzhou in de provincie Jiangxi, het skelet gevonden van een nog onbekende oviraptoride.
In 2015 werd de typesoort Huanansaurus ganzhouensis benoemd en beschreven door Lü Junchang, Pu Hanyong, Yoshitsugu Kobayashi, Xu Li, Chang Huali,
Shang Yuhua, Liu Di, Lee Yuong-Nam, Martin Kundrát en Shen Caizhi. De geslachtsnaam is afgeleid van Huanan, een historische naam voor het zuiden van China. De soortaanduiding verwijst naar de herkomst uit Ganzhou.
Het holotype, HGM41HIII-0443, is gevonden in een laag van de Nanxiongformatie die dateert uit het Campanien-Maastrichtien, ongeveer zeventig miljoen jaar oud. Het bestaat uit een gedeeltelijk skelet met schedel. Bewaard zijn gebleven: een vrijwel complete schedel met onderkaken; de eerste zeven halswervels; een opperarmbeen, ellepijp, spaakbeen en hand van de rechterarm; de linkerhand; de onderkant van het rechterdijbeen, de bovenkant van het rechterscheenbeen; en de onderste delen van de rechtervoet. De schedel en de halswervels liggen in verband. Op de rechtervoet ligt een gedeeltelijke voet van een veel kleiner dier. Het fossiel is in vrij goede toestand maar de schedel is wat vervormd. Het maakt deel uit van de collectie van het Henan Geological Museum te Zhengzhou.

## Beschrijving

### Grootte en onderscheidende kenmerken
Huanansaurus is een vrij forse oviraptoride met een lichaamslengte van ruim twee meter.
De beschrijvers hebben verschillende onderscheidende kenmerken weten vast te stellen. Sommige daarvan zijn autapomorfieën, unieke afgeleide eigenschappen. Bij het quadratum liggen de onderste gewrichtsknobbels achter de schachtkop. De dwarskam op het achterste schedeldak steekt niet sterk uit. In de onderkaak maakt het angulare een belangrijk deel uit van de onderrand van het buitenste zijvenster. De punt van de onderkaak steekt schuin naar boven uit maar maakt daarbij een hoek van minder dan 45° met de symfyse, het voorste samengroeiingsvlak van de onderkaken. Het beenplateau dat de symfyse vormt, is matig groot, tussen een vierde en een vijfde van de lengte van de onderkaak beslaand. Het dentarium, het normaliter tanddragend maar hier tandeloos bot, van de onderkaak is gepneumatiseerd, uitgehold door uitlopers van de luchtzak van de nek. De onderste achterste tak van het dentarium is zo om zijn lengteas gedraaid dat de buitenste zijkant wat naar beneden gericht is. Het eerste middenhandsbeen is lang en slank met een doorsnede die een vijfde bedraagt van de lengte. Op de handklauwen kromt de "lip" van de achterste bovenkant, de aanhechting voor de pees van de strekkende spier, opvallend omhoog.
Daarnaast is er een unieke combinatie van op zich niet unieke kenmerken. Het bovenste slaapvenster is rond en veel kleiner dan het onderste slaapvenster. De achterste tak van de praemaxilla raakt het traanbeen en heeft op dat punt aan de achterste onderzijde een duidelijke opening. De bovenste achterste tak van het dentarium strekt zich boven het zijvenster uit en heeft daar een holle onderrand.

### Skelet

#### Schedel

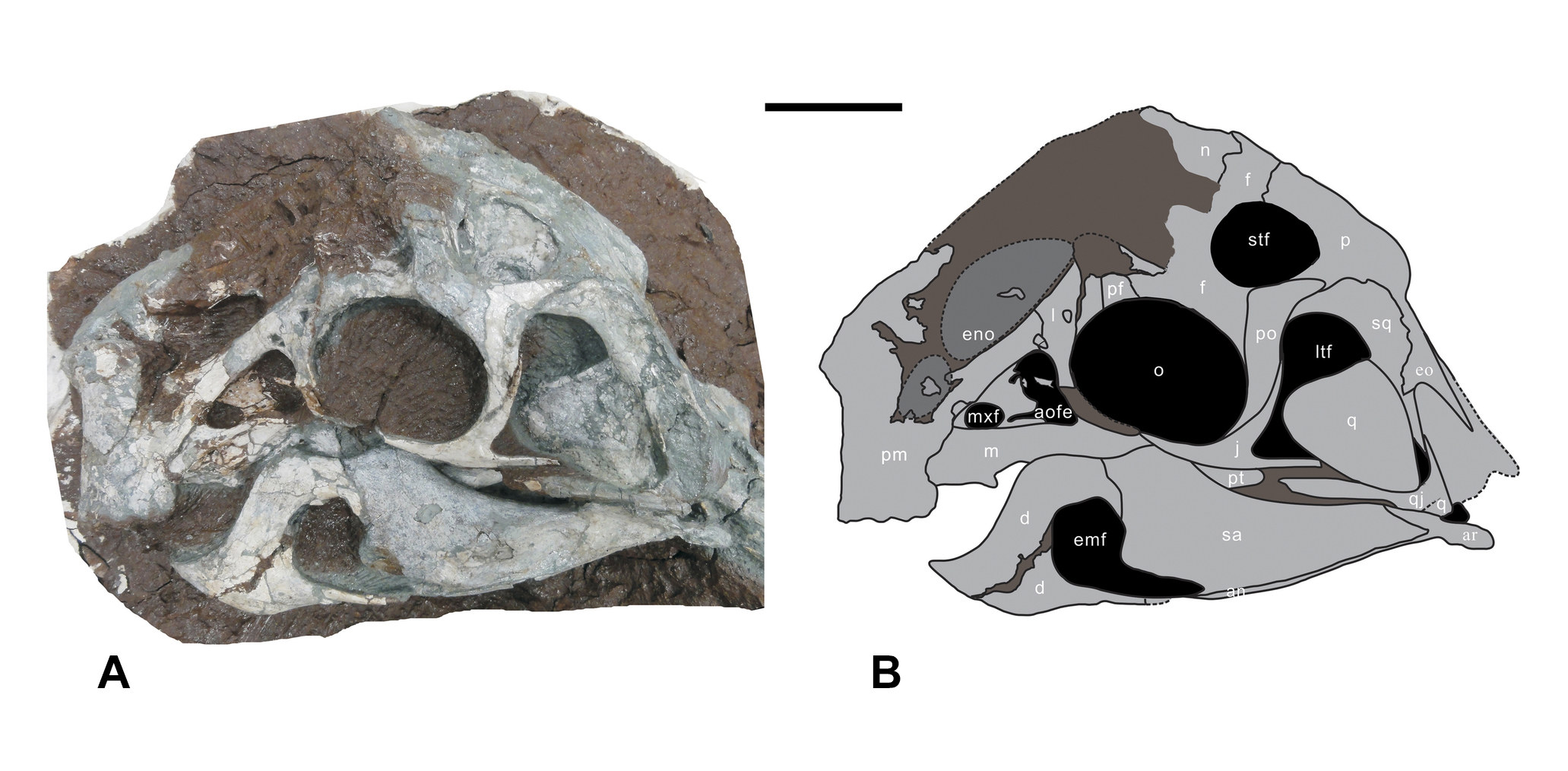
Diagram en foto van de schedel

De kop van Huanansaurus is zoals bij alle oviraptoriden kort en gedrongen. Door beschadigingen en vervormingen is het bovenprofiel ervan onduidelijk. De beschrijvers gaven een aanwezigheid van een schedelkam als kenmerk dat Huanansaurus met de oviraptorinen deelde, maar beschreven vervolgens niet de bovenkant van de schedel als een kam. Het fossiel suggereert weliswaar een lage kam met een scherpe punt recht boven de oogkassen maar de echte kam bevindt zich op de bovenste snuitpunt. De schedel is sterk gepneumatiseerd.
De praemaxillae, de voorste snuitbeenderen, zijn gecombineerd tot een U-vormige schep, de beenkern van de bovensnavel. De praemaxilla heeft een bijna verticale rechte voorzijde, een hoek van
80° makend met de snavelrand. Naar boven loopt het opgaande stuk uit in een plots naar voren krommende kleine punt. Die zet zich vermoedelijk schuin naar achteren voort in een gezamenlijke lage kam met het neusbeen. De praemaxilla heeft een rechthoekige naar achteren lopende tak die tot aan het traanbeen reikt maar het neusbeen niet raakt, een uniek kenmerk. Het neusbeen is grotendeels verloren gegaan maar de resten laten zien dat het intern vele luchtholten bezat en ondersteund werd door beenbalkjes. Er is in de snuit een groot langwerpig neusgat, schuin omhoog naar achteren gericht, naar voren en beneden uitlopend in een diep uitholling. De onderste punt van het neusgat ligt boven het niveau van de bovenrand van de fenestra antorbitalis, een kenmerk dat de beschrijvers als een belangrijk fylogenetisch signaal zagen, dat dus speciale informatie zou bieden over de verwantschappen. Het bovenkaaksbeen of maxilla, waarvan de onderrand een stuk hoger ligt dan die van de bovensnavel, is net als de praemaxilla tandeloos. Een driehoekige fossa antorbitalis heeft in de voorste benedenhoek een schuin ovale fenestra promaxillaris en tegen de achterrand een staande rechthoekige fenestra antorbitalis. Het traanbeen heeft drie foramina schuin naar boven en achteren gericht op een rijtje liggen. De voorhoofdsbeenderen en wandbeenderen hebben geen duidelijke middenkam. De dwarskam vormt een lage bult boven het achterhoofd.
De oogkas vormt een laaggelegen grote liggende ovaal. De achterrand van de oogkas wordt bijna helemaal gevormd door de neergaande tak van het postorbitale die op zijn beurt aan de achterkant over driekwart van de onderste lengte wordt overgroeid door de opgaande tak van het jukbeen. Het postorbitale vormt de achterrand van een groeve boven de oogkas die doorloopt in de interne holte van het neusbeen. Het onderste slaapvenster is groot en trapeziumvormig. Het quadratojugale ligt stevig op het achterste jukbeen. De takken ervan maken ee4n hoek van 65° met elkaar. De voorste tak is langer, recht maar niet staafvormig. Het quadratum is maar losjes met het pterygoïde verbonden. Het helt schuin naar voren. Het squamosum heeft een foramen vlak boven de basis van de processus paroccipitalis.
Op het achterhoofd is het bovenste centrale supraoccipitale driehoekig met een duidelijke verticale middenrichel. In bovenaanzicht heeft een achterste bolling. De processus paroccipitales, de aanhechtingen voor de musculus longissimus capitis, zijn sterk afhangend, tot onder het niveau van het grote ronde achterhoofdsgat dat aan beide zijden een uitholling heeft. Ieder uitsteeksel heeft op de achterrand een lange richel die net voor het eind ophoudt. De vrij kleine achterhoofdsknobbel, voorzien van een ondiepe groeve op de bovenkant, is recht naar achteren gericht. Ondanks het naar voren hellende achterhoofd hing de kop dus als geheel wat af.

#### Onderkaken
De onderkaken zijn net zo tandeloos als de bovenkaken. Ze hebben de typische oviraptoride vorm met een hoge bult, een coronoïde uitsteeksel, in het midden, tussen een schuin naar voren gerichte snavel aan de punt en een lagere achterkant. De verheffing is tamelijk vooraan gelegen en heeft een hol bovenprofiel. In de bult ligt het zijvenster waarvan de bovenrand sterk hol is; de onderrand wordt gevormd door een dunne tak van het dentarium. Het zijvenster vormt een staande rechthoek, wellicht onderaan naar achteren uitlopend, hoewel beschadigingen de precieze vorm hiervan verhullen. Er steekt een punt van het surangulare naar voren uit in het zijvenster maar ook hiervan wordt door een beschadiging de grootte verhult. Het surangulare, dat de achterste helft van de bult vormt, strekt zich ver naar achteren uit en bedekt zo in zijaanzicht het grootste deel van het articulare, dat erachteraan mee versmolten is, en het angulare. Er bevindt zich een opening in het surangulare tussen het meer bolle voorste zijvlak en het holle achterste zijvlak.
Het onderste kaakgewricht is lang, erg breed, vlak zonder begrenzingen en in tweeën verdeeld door een lengterichel. Wellicht stond het de onderkaak toe een kauwende horizontale beweging in de lengte te maken, waarop ook een lang retroarticulair uitsteeksel wijst.

#### Postcrania

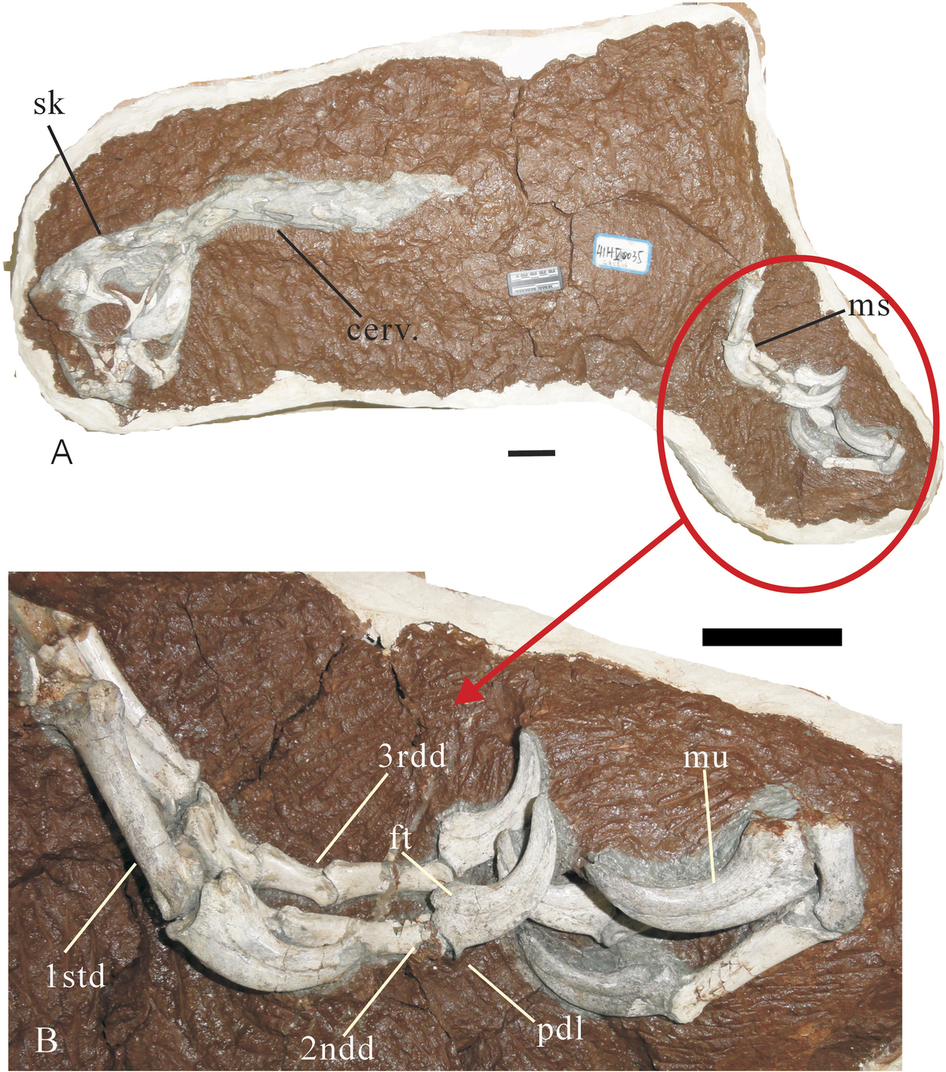
Schedel met nek en handen met in de vergroting een detail van de handen

De eerste halswervel, de atlas, vormt een hecht gewricht met de achterhoofdsknobbel. De vorm van de gewrichtsuitsteeksels wijst op een grote verticale beweeglijkheid tussen de atlas en de draaier, de tweede halswervel. De draaier heeft een langwerpige pleurocoel op de zijkant. De achterrand van de derde en vierde wervel vormt in bovenaanzicht een rechte lijn tussen de achterste gewrichtsuitsteeksels in plaats van centraal ingekeept te zijn, net als bij Yulong.
Het opperarmbeen heeft een nogal afwijkende vorm, als van een stuk zitbeen, die verklaard is door aan te nemen dat bovendeel ontbreekt. Het vermoedde spaakbeen heeft dan 97% van de lengte van het opperarmbeen, wat een hoge verhouding is. Deze elementen lagen niet in verband met de gevonden handen.

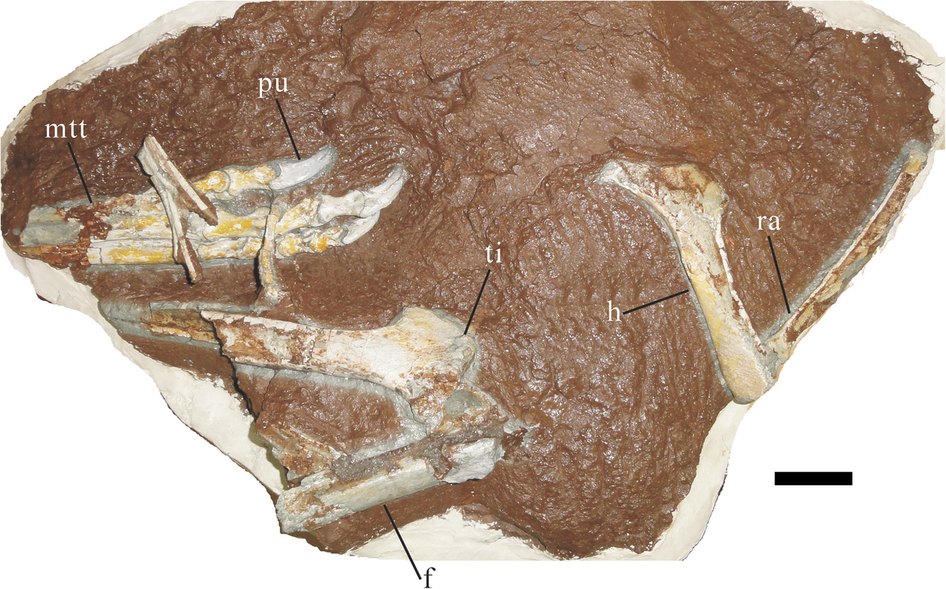
Achterpoot plus voetje kleiner dier en elementen die in de arm zijn geplaatst

De hand is over het algemeen krachtig gebouwd en beweeglijk met kennelijk stevige kapsels en pezen. De gewrichten stonden een flinke strekking toe van de tweede en derde vinger. De vingers zijn lang; de derde vinger duidelijk wat korter. In de middenhand is het eerste middenhandsbeen het kortst, het tweede het langst en matig robuust met een doorsnede van 13% van de lengte; het iets kortere derde middenhandsbeen heeft 80% van de doorsnede van het tweede en die doorsnee is weer 11% van de schachtlengte. De handklauwen zijn groot, vooral de duimklauw. Ze zijn flink gekromd, hebben forse lippen aan de achterste bovenzijde en bulten, tubercula, aan de onderzijde voor een krachtige klauwende beweging en gevorkte, dus achteraan Y-vormige, "bloedgroeven" aan de zijkanten. De langste klauwen, die van de tweede vingers zijn zo'n acht centimeter lang, minder gekromd dan de duimklauwen maar wel met grotere lippen en tubercula.
Het scheenbeen heeft bovenaan een goed ontwikkelde crista cnemialis. In de middenvoet heeft het derde middenvoetsbeen een platte voorkant, het vierde middenvoetsbeen een bolle. De derde en vierde tenen hebben diepere kapselputjes dan de tweede teen. De voetklauwen zijn slank en tamelijk plat maar met een hoge achterkant. Ze hebben hoge gewrichtsvlakken die een flinke strekking mogelijk moeten hebben gemaakt, wellicht een teken van een hoge maximumsnelheid. De vierde teenklauw is duidelijk sterker gekromd dan de overige.

## Fylogenie
Huanansaurus is binnen de Oviraptoridae binnen de Oviraptorinae geplaatst. Een kladistische analyse had tot uitkomst dat het de zustersoort was van Citipati. Huanansaurus deelt met Citipati de verder unieke eigenschap dat het achterhoofd, inclusief quadratum, naar voren helt.
Uit de Nanxiongformatie waren al vijf oviraptoriden bekend: Banji, Ganzhousaurus, Jiangxisaurus, Nankangia en Shixinggia. Huanansaurus brengt het totaal op zes, een record voor één formatie, wat de vraag oproept wat de onderlinge ecologische verhoudingen waren tussen al deze soorten. Eén mogelijkheid is dat sommige benoemde taxa in feite samenvallen. Zo kan Shixinggia alleen in het scheenbeen met Huanansaurus vergeleken worden en verschilt daarvan slechts in één kenmerk: een opening aan de binnenkant. Daarbij is het opmerkelijk dat Huanansaurus niet aan oviraptoriden in zijn leefgebied verwant was maar aan Citipati die drieduizend kilometer noordelijker leefde in de Gobiwoestijn. De beschrijvers namen aan dat dit alles erop wees dat er weinig geografische barrières waren om de faunae te scheiden maar dat iedere fauna op zich een voldoende variaties in plantengroei kende om verschillende soorten oviraptoriden te voeden. Het onderscheid in de vorm van de onderkaak zou iedere soort in staat gesteld hebben zijn eigen niche te exploiteren, hoewel het voorlopig onduidelijk blijft welke die niches eigenlijk waren.